# Bisbat de Canelones
El bisbat de Canelones (llatí: Dioecesis Canalopolitana) és una demarcació eclesiàstica de l'Uruguai sufragània de l'arquebisbat metropolità de Montevideo. El seu origen és del segle xx amb capital a la ciutat de Canelones i el nom del bisbat està relacionat amb el territori del departament del mateix nom.

## Territori
El bisbat es correspon amb el territori del departament de Canelones.
La seu del bisbat és la ciutat de Canelones, on es troba la catedral de la Mare de Déu de Guadalupe (castellà: Nuestra Señora de Guadalupe).
El territori se subdivideix en 33 parròquies.

## Història
El bisbat de Canelones va ser establert el 25 de novembre de 1961, amb la butlla Peramplas partire pel papa Joan XXIII, a partir del territori del bisbat de San José de Mayo.

## Bisbes destacats
- Orestes Santiago Nuti Sanguinetti, S.D.B. † (2 de gener de 1962 – 25 d'octubre de 1994, retirat)
- Orlando Romero Cabrera (25 d'octubre de 1994 – 23 de febrer de 2010)
- Alberto Sanguinetti Montero, des del 23 de febrer de 2010

## Estadístiques
Segons les dades del cens de 2006, el bisbat tenia una població aproximada de 450.000 habitants, 337.000 batejats, és a dir, un 74,9% del total.
| any  | població | població | població | sacerdots | sacerdots       | sacerdots       | sacerdots             | diàques | religiosos | religiosos | parroquies |
| ---- | -------- | -------- | -------- | --------- | --------------- | --------------- | --------------------- | ------- | ---------- | ---------- | ---------- |
| any  | batejats | total    | %        | total     | clergat secular | clergat regular | batejats por sacerdot | diàques | homes      | dones      |            |
| 1966 | 250.000  | 255.326  | 97,9     | 70        | 35              | 35              | 3.571                 |         | 61         | 302        | 28         |
| 1968 | 245.565  | 272.850  | 90,0     | 58        | 27              | 31              | 4.233                 |         | 52         | 233        | 28         |
| 1976 | 300.000  | 315.823  | 95,0     | 63        | 32              | 31              | 4.761                 |         | 47         | 221        | 35         |
| 1980 | 309.000  | 331.723  | 93,2     | 62        | 23              | 39              | 4.983                 |         | 58         | 207        | 33         |
| 1990 | 341.000  | 361.000  | 94,5     | 53        | 23              | 30              | 6.433                 | 9       | 41         | 206        | 33         |
| 1999 | 399.000  | 443.660  | 89,9     | 40        | 27              | 13              | 9.975                 | 11      | 21         | 174        | 34         |
| 2000 | 354.928  | 443.660  | 80,0     | 37        | 25              | 12              | 9.592                 | 10      | 20         | 157        | 33         |
| 2001 | 365.821  | 443.660  | 82,5     | 38        | 26              | 12              | 9.626                 | 10      | 20         | 158        | 33         |
| 2002 | 362.850  | 443.660  | 81,8     | 39        | 24              | 15              | 9.303                 | 11      | 19         | 162        | 33         |
| 2003 | 354.928  | 443.660  | 80,0     | 47        | 26              | 21              | 7.551                 | 10      | 25         | 167        | 33         |
| 2004 | 354.928  | 443.660  | 80,0     | 44        | 24              | 20              | 8.066                 | 10      | 25         | 141        | 33         |
| 2006 | 337.000  | 450.000  | 74,9     | 39        | 23              | 16              | 8.641                 | 11      | 22         | 135        | 33         |
| 2013 | 368.000  | 492.300  | 74,8     | 42        | 24              | 18              | 8.761                 | 10      | 26         | 134        | 34         |